# Gedeon Zoltán
Gedeon Zoltán (Szentegyháza, 1922. június 29. – Mosonmagyaróvár, 2022. január 29.) romániai magyar grafikus, festőművész, egyetemi tanár.

## Életpályája
A székelykeresztúri magyar tanítóképzőben diplomázott 1942-ben. 1943 és 1945 között katonai szolgálatát teljesítette Magyarországon és Posenben. 1945 januárjában szovjet fogságba került és a Ladoga-tó környékén működő[forrás?] Kirov Gyárban dolgozott. 1948. december 6-án szabadult.
Hazatérését követően Lévai Ildikóval kötött házasságot 1949-ben. 1950-ben a kolozsvári Ion Andreescu Képzőművészeti Főiskola hallgatója lett: tanulmányait 1955-ben fejezte be a grafika-festészet-pedagógia szakon. 1958-ban a kolozsvári Tanárképző Egyetem adjunktusa volt. 1960 és 1970 között a kolozsvári Babeș–Bolyai Tudományegyetem Rajzkatedráján volt előadótanár. 1970 és 1984 között a Ion Andreescu Képzőművészeti Főiskolán tanított magyar és román nyelven.

## Képzőművészeti tevékenysége
1954-től kezdődően rendszeresen részt vett Romániában a megyei és országos, egyéni és kollektív képzőművészeti tárlatokon. Több egyéni kiállítása volt Kolozsváron, Déván, Székelyudvarhelyen, Szentegyházán, Vajdahunyadon és Csíkszeredában. Egyéni kiállításai voltak Magyarországon (Tállya, Dunakeszi, Sárospatak, Sátoraljaújhely, Győr, Pápa, Zalaegerszeg, Budapest), Szerbiában (Szabadka), Kanadában (Toronto) és Ausztriában (Bécs). 1995 óta a tállyai Közép-európai Művésztelep tagja és résztvevője. 2004-ben nagyméretű, secco-technikával létrehozott Szüreti kompozíció című freskót készített el az Európa Centruma Pinceborozó frontjára Tállyán.

## Didaktikai művei
- Gedeon Zoltán, A rajz és szépírás tanításának módszertani tankönyve (V-VIII. osztály), Tankönyvkiadó, Bukarest, 1972
- Módszertani alapfogalmak. Az ének, rajz, testnevelés, kézimunka tanítása az I-IV. osztályban; Didaktikai és Pedagógiai Könyvkiadó, Bukarest, 1980

## Közlései
Cikkei, szakmai tanulmányai és képzőművészeti műveinek reprodukciói a romániai magyar napilapokban (Igazság, Szabadság) és folyóiratokban (Korunk, Igaz Szó, Művelődés) jelentek meg.

## Társasági tagság
- Barabás Miklós Céh
- Romániai Képzőművészek Szövetsége